# Барниц
Барниц (њем. Barnitz) општина је у њемачкој савезној држави Шлезвиг-Холштајн. Једно је од 55 општинских средишта округа Штормарн. Према процјени из 2010. у општини је живјело 830 становника. Посједује регионалну шифру (AGS) 1062008.

## Географски и демографски подаци
Барниц се налази у савезној држави Шлезвиг-Холштајн у округу Штормарн. Општина се налази на надморској висини од 29 метара. Површина општине износи 11,8 km². У самом мјесту је, према процјени из 2010. године, живјело 830 становника. Просјечна густина становништва износи 70 становника/km².

## Међународна сарадња
| Мјесто | Држава    | Врста сарадње | Од    |
| ------ | --------- | ------------- | ----- |
|        | Француска | партнерство   | 1994. |
| Извор  |           |               |       |